# Butastur
Butastur (Hodgson, 1843) è un genere di uccelli rapaci della famiglia Accipitridae.

## Tassonomia
Il genere comprende le seguenti specie:
- Butastur rufipennis (Sundevall, 1850) - butastore rufipenne o poiana grillaia
- Butastur teesa (Franklin, 1831) - butastore occhibianchi o poiana occhibianchi
- Butastur liventer (Temminck, 1827) - butastore alirosse o poiana alirossicce
- Butastur indicus (Gmelin, JF, 1788) - butastore facciagrigia o poiana facciagrigia